# FitzGerald-Bericht
Der FitzGerald-Bericht ist ein Kommuniqué, das das Resultat einer von UN-Generalsekretär Kofi Annan in Auftrag gegebenen Untersuchung darstellt. Der ausführliche Titel lautet Bericht über die Tatsachenermittlungsmission in den Libanon den Fall, die Umstände und Folgen des Attentats auf den Fahrzeugkonvoi des früheren Ministerpräsidenten Rafik al-Hariri, 25. Februar bis 24. März 2005. Diese Untersuchung wurde von dem irischen Polizeibeamten Peter FitzGerald geführt. Ziel des Kommuniqués war es, das Attentat auf den früheren libanesischen Ministerpräsidenten Rafik al-Hariri am 14. Februar 2005 zu beleuchten.
Aufgrund der Erschütterungen infolge der Ermordung Hariris am 14. Februar 2005 sendete Annan eine Erkundungsmission zur Untersuchung des Mordes nach Beirut. Sie traf dort am 25. Februar ein und befragte libanesische Offizielle und Politiker der Regierung und der Opposition, überprüften die libanesischen Ermittlungen, untersuchten den Ort des Verbrechens, sammelten Beweise und befragten Zeugen.

## Inhalt
Der Bericht kommentiert die politische Polarisierung im Libanon zwischen denjenigen, welche die pro-syrische Regierung oder gar Syrien selbst für den Mord verantwortlich machen, und jenen, die „die Feinde Syriens“ der Durchführung des Verbrechens zu dem Zwecke beschuldigen, dass Syrien als Drahtzieher erscheine. Der Report drückt aus, dass es unmöglich ist, den Täter zu benennen, bevor nicht die bestraft worden sind, welche die Ermittlungen beeinflussten, beschuldigt aber die syrische Regierung des weitreichenden „Einflusses, der über die vernünftige Existenz kooperativer und nachbarschaftlicher Beziehungen hinausreiche“, mit direkter Verantwortung für die politischen Spannungen, die dem Attentat vorausgingen durch seine Störungen „der Einzelheiten des Regierens im Libanon in schwerfälliger und unflexibler Weise“.
Der Bericht belastet die libanesische Regierung auch mit dem Vorwurf „eines Versagen[s] … seinen Bürgern angemessenen Schutz zu gewähren“ und dadurch einer „Ausbreitung einer Kultur der Einschüchterung und der Straffreiheit“ beizutragen und beschuldigt die libanesischen Sicherheitskräfte der „ernsthaften und systematischen Versäumnisse bei der Abwicklung der Aufgaben, die durch einen professionellen nationalen Sicherheitsapparat normalerweise ausgeführt werden“. Der Bericht beschuldigt die libanesischen Behörden, in dem Verbrechen nicht ausreichend ermittelt zu haben und die Untersuchung nicht nach internationalen Standards durchgeführt zu haben. Die Akzeptanz der Ergebnisse ist noch mehr durch den Vertrauensverlust in der libanesischen Bevölkerung in Zweifel gezogen, sagt der Bericht, und außerdem werden die libanesischen Ermittler beschuldigt, Beweise produziert, gefälscht, manipuliert und zerstört zu haben.
Der Report schließt mit dem Urteil, dass es „mehr als zweifelhaft ist“, dass eine internationale Untersuchungskommission befriedigende Ermittlungen durchführen kann, solange die libanesischen Sicherheitskräfte unter ihrer gegenwärtigen Leitung bleiben, und verlangt weitreichende Reformen in den Sicherheitsdiensten, auch durch Mithilfe der internationalen Gemeinschaft.